# Públio Cornélio Dolabela
Públio Cornélio Dolabela (m. 43 a.C.; em latim: Publius Cornelius Dolabella) foi um político da gente Cornélia da República Romana eleito cônsul sufecto para terminar o mandato do recém-falecido cônsul Júlio César. Foi um aliado de César até sua morte, dos liberatores por um breve período e, finalmente, de Marco Antônio. Era genro de Cícero e tratou de ser adotado por uma família plebeia (provavelmente os Lêntulos) para poder se candidatar à posição de tribuno da plebe, o mesmo caminho seguido por Públio Clódio Pulcro.

## Carreira

### Nascimento
Apiano indica que Dolabela teria nascido em 69 a.C.. Porém, é muito difícil reconciliar esta data com os cargos ocupados por Dolabela durante sua carreira, especialmente o de almirante de uma frota que ele próprio teria supervisionado a construção com menos de vinte anos de idade. Uma solução geralmente aceita é atribuir esta data a um erro de tradução nos códices ou à compressão dos eventos na narrativa do histórico e antecipar a data a década de 70 a.C..

### Primeiros anos (51–49 a.C.)

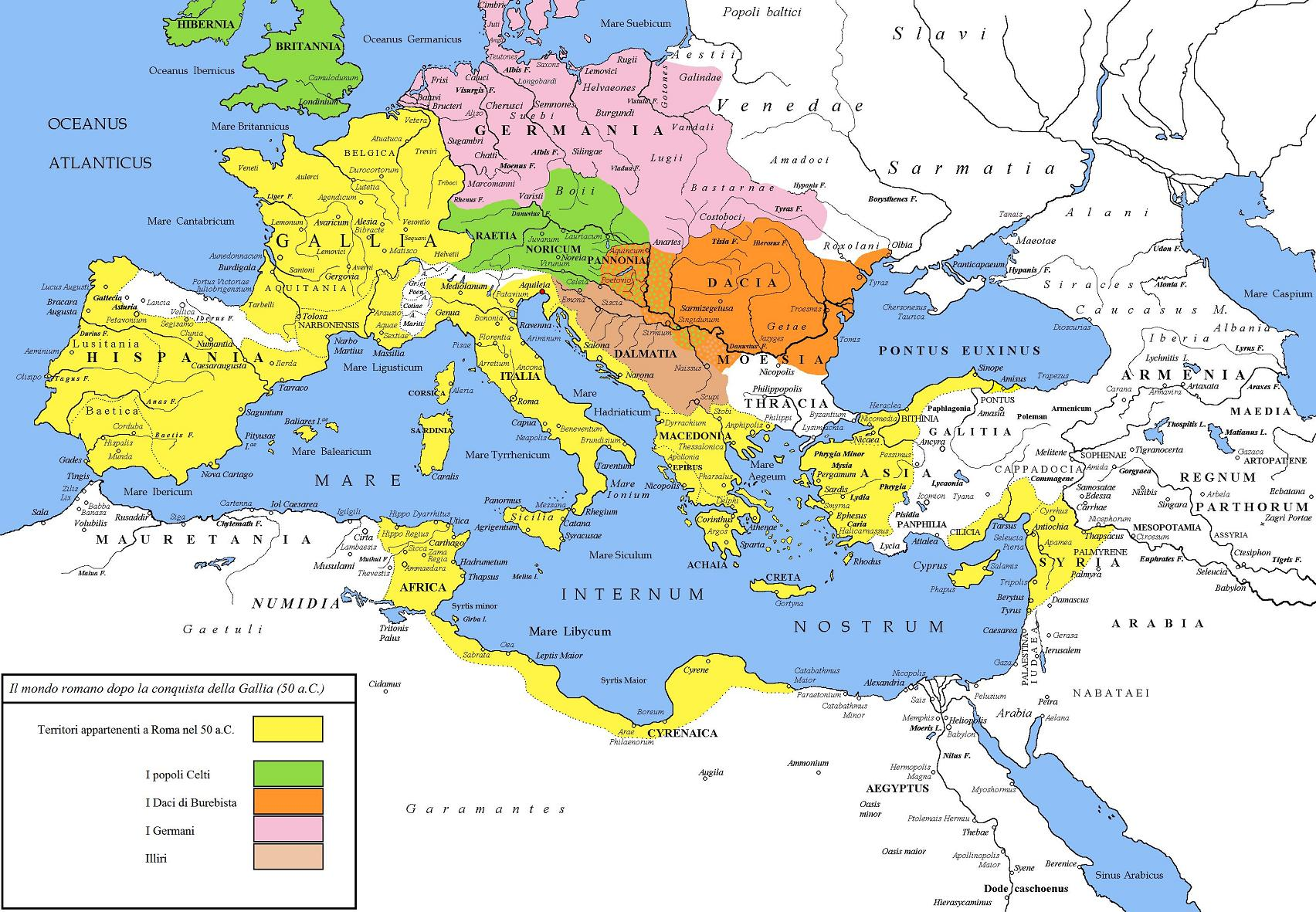
Mundo romano em 50 a.C., depois da conquista da Gália.

Campanha de Dolabela que culminou na Batalha de Tapso (46 a.C.).

Campanha de César que culminou na Batalha de Munda (45 a.C.).

Ainda jovem, ficou célebre por sua ferocidade e pela atração que exercia nos demais. Ainda antes de 51 a.C., foi processado duas vezes por crimes capitais, mas foi defendido por Cícero. Neste ano, foi eleito um dos quindecênviros. Em 49 a.C., acusou Ápio Cláudio Pulcro de violação da soberania popular e, durante o processo, que terminou com a absolvição de Cláudio, foi abandonado por sua primeira mulher, a mãe de seu filho, Públio Cornélio Dolabela, cônsul em 35 a.C.. Ela era muito mais velha do que ele e que ele havia se casado apenas por dinheiro; a necessidade de dinheiro por causa das grandes dívidas que ele contraía para manter seu padrão de vida influenciaram, certamente, grande parte das decisões de Dolabela. No mesmo ano, ele casou-se com Túlia, filha de Cícero, que queria, na realidade, manter boas relações com Ápio Cláudio e, ainda assim, era contrário ao casamento dada a péssima impressão que tinha de Dolabela. Túlia abandonou Dolabela dois anos depois, após ter lhe dado dois filhos, um dos quais morreu logo depois do nascimento. O outro, Lêntulo, sobreviveu à mãe.

### Ditadura de César (49–44 a.C.)
Durante a guerra civil, Dolabela se alinhou inicialmente com Pompeu, mas, em janeiro de 49 a.C., estava entre os primeiros a debandar para o lado de Júlio César, recém-retornado à península Itálica. César vinha da Gália e entrou no pomério à frente de suas tropas.
César lhe entregou o comando de uma frota de pelo menos 40 navios e a supervisão do Adriático durante a sua campanha na Hispânia contra os legados de Pompeu. Dolabela teve pouca sorte: acabou bloqueado no golfo de Quarnara pela frota dos pompeianos Marco Otávio e Lúcio Escribônio Libão e também a tentativa de se unir a ele de Caio Antônio, irmão de Marco Antônio e comandante do exército terrestre de César na Ilíria fracassou. Antônio acabou cercado e teve seus navios capturados pelo inimigo. Dolabela parece ter conseguido fugir, pois estava presente na vitória de César na Batalha de Farsalos (48 a.C.).
De volta a Roma (provavelmente por uma enfermidade), conseguiu, ainda no mesmo ano, se fazer adotar pela família do plebeu Cneu Lêntulo para poder concorrer ao tribunato. Como tribuno da plebe no ano seguinte, Dolabela propôs alterações constitucionais por meio de uma lei que cancelava todos os débitos ("tabulae novae": comparável às propostas anteriores de Catilina e Marco Célio Rufo) e de uma parte dos custos de aluguel; ele estava, na verdade, sendo pressionado pelas demandas de seus credores. Uma estratégia similar à utilizada por Rufo, mas que era frontalmente contra a vontade do Senado, que havia deliberado não votar mais nenhuma reforma até que César se apresentasse em Roma. Dolabela tentou conseguir o apoio de Marco Antônio, mas outros dois tribunos, Caio Asínio Polião e Lúcio Trebélio, aconselharam Antônio a não apoiar a medida pois já haviam interposto seus vetos. Antônio, porém, suspeitava de uma relação entre Dolabela e sua própria mulher, Antônia. Trebélio, por sua vez, se opunha a Dolabela não apenas através da via política, o veto e as suas contrapropostas, mas também na luta armada. O projeto de lei foi proposto num momento de grave instabilidade política, com César em grandes dificuldades em Alexandria e as legiões estacionadas na Itália dando sinais de grande descontentamento. De fato, a luta entre os dois tribunos acabou por degenerar numa série de tumultos. Quando Dolabela ocupou o Fórum Romano numa tentativa de fazer passar a sua proposta pelo uso da força, o Senado proclamou um "Senatus consultum ultimum" e encarregou Antônio, na época o mestre da cavalaria do ditador Júlio César, de intervir na disputa e restaurar a ordem. Quando Antônio entrou na cidade, Dolabela se entrincheirou no Fórum para que sua lei fosse votada de qualquer forma. Antônio conseguiu, porém, romper as defesas e o que se seguiu foi um derramamento de sangue, com perdas para ambos os lados. A lei não foi aprovada, mas os tumultos continuaram até o retorno de César a Roma.
César, vindo de Alexandria em 47 a.C., por um lado puniu Antônio pela forma sanguinária com que sufocou a revolta, negando-lhe o consulado prometido para o ano seguinte e substituindo-o na posição de mestre da cavalaria por Lépido; por outro, considerou urgente remover Dolabela de Roma. Por isto, depois de tê-lo perdoado, o encarregou, na qualidade de comandante militar, da expedição contra os pompeianos na Batalha de Tapso, no norte da África, na qual foram derrotados e mortos tanto Juba I, rei da Numídia, e Catão, o Jovem; Tito Labieno e os filhos de Pompeu fugiram para a Hispânia, onde foram definitivamente derrotados na batalha de Munda, na qual Dolabela acabou ferido. Em 46 a.C., Dolabela foi a Roma para discutir com Cícero a separação de Túlia, que morreu no ano seguinte.
Quando César retornou a Roma e foi eleito cônsul em 44 a.C., ele propôs que o Senado transferisse seu mandato a Dolabela, como cônsul sufecto. Dolabela tinha na época por volta de vinte e cinco anos e não havia ainda sido pretor. Antônio, também eleito cônsul no mesmo ano, protestou, causando um clamor que levou César a revogar a moção. Em primeiro de janeiro de 44 a.C., César utilizou seu poder de ditador e proclamou diretamente Dolabela como cônsul. Antônio ocupava também o cargo de áugure na época e determinou que os presságios não eram favoráveis. Ele próprio já havia anunciado no Senado, alguns meses antes, sua determinação de se opor a um eventual consulado de Dolabela utilizando os presságios. O problema seria discutido no Senado em 15 de março de 44 a.C., mas, neste dia, César foi assassinado e no caos que se seguiu, o próprio Dolabela se apoderou das insígnias consulares.

### Guerra civil dos Libertadores (44-43 a.C.)
Para conseguir a confirmação de sua posição, Dolabela se uniu a Marco Júnio Bruto e aos demais liberatores, chegando a ponto de ordenar a destruição do altar e da coluna construídos em homenagem a César no Fórum e condenou à morte os que chegavam para oferecer honras divinas a César. Todavia, quando Antônio lhe ofereceu, além de dinheiro, o comando da expedição militar contra os partas e o governo proconsular da Síria, Dolabela mudou imediatamente de lado. Este ato foi ainda a ruptura definitiva entre Dolabela e Cícero, que havia ficado contente com sua efêmera aliança com os liberatores. Dolabela partiu de Roma antes de terminar seu mandato de cônsul para tentar chegar na Síria antes do liberator Caio Cássio Longino, que havia, por sua vez, recebido o governo da província antes da morte de César. A viagem de Dolabela passou pela Grécia, Macedônia, Trácia e Ásia e ficou marcada por inúmeros saques e pelo assassinato, em fevereiro de 43 a.C., de Caio Trebônio, o procônsul da Ásia aliado dos liberatores que lhe havia negado acesso à cidade de Esmirna. A partir deste momento, Dolabela passou a utilizar esta mesma técnica para extorquir dinheiro e tropas das cidades da Ásia pela qual passava. Durante a sua permanência na Ásia, Dolabela firmou uma aliança com Cleópatra, que era aliada dos cesarianos na época. Em troca, o filho dela com César, Cesarião, seria reconhecido como regente do Egito.
Quando a notícia da morte de Trebônio chegou a Roma, assim como de sua campanha de extorsão na Ásia, Dolabela foi declarado inimigo público e substituído por Cássio. Dolabela ainda assim conseguiu chegar à Síria e, depois de alguns combates iniciais, se refugiou em Laodiceia. Inicialmente, apesar de cercado pelo continente, Dolabela ainda mantinha o controle do mar, graças à sua frota e ao dinheiro enviado por Cleópatra; quando, contudo, o praefectus classis ("almirante") de Cássio, Lúcio Estaio Murco, conseguiu destruir a frota de Dolabela, sua situação tornou-se desesperadora. Diante da impossibilidade de reassumir a ofensiva, Dolabela ordenou que um de seus próprios soldados o matasse (julho de 43 a.C.).